# Inkubus Sukkubus

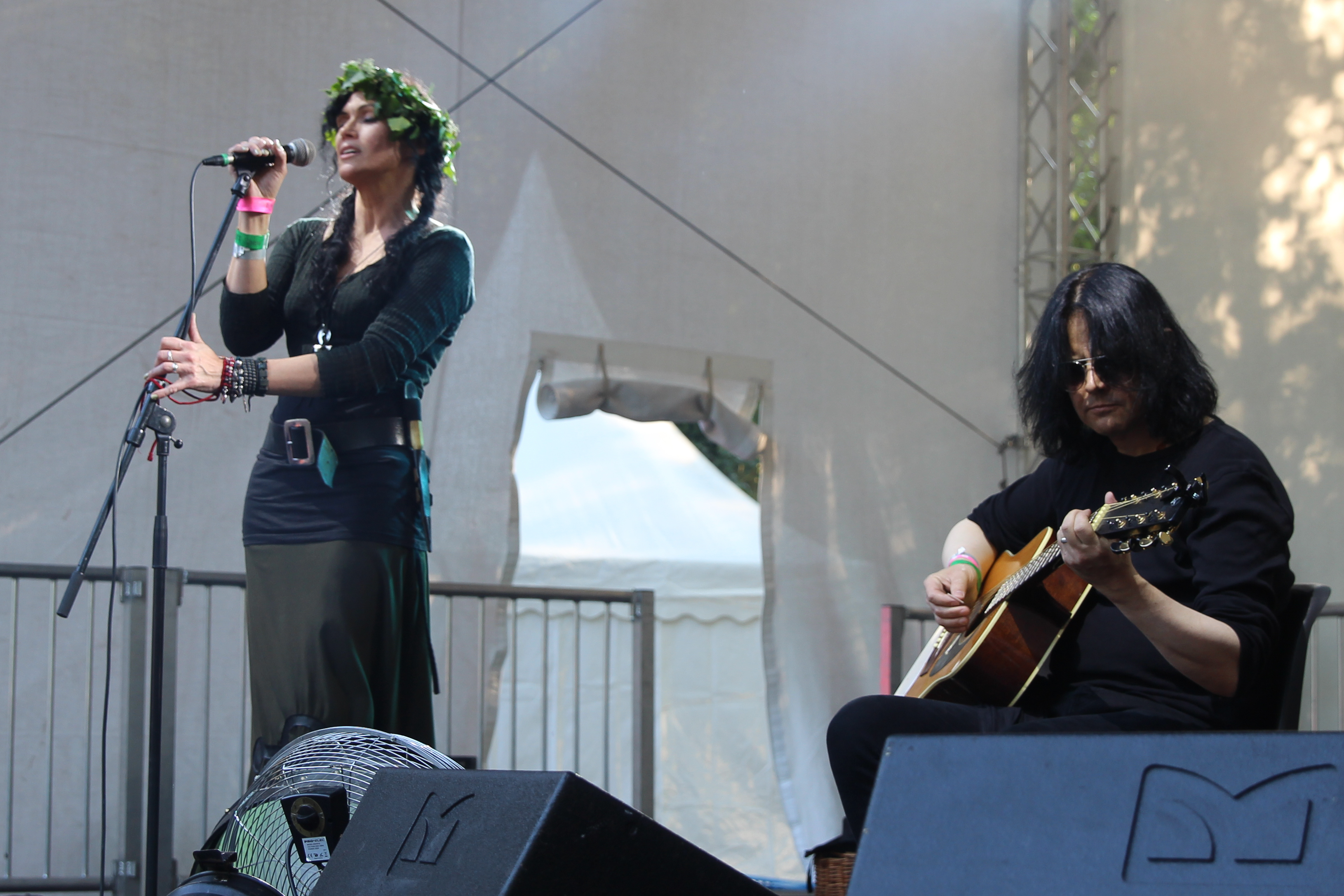
Inkubus Sukkubus in 2014 (Wave-Gotik-Treffen)

Inkubus Sukkubus is een Britse gothicrockband, die in 1989 werd opgericht door Candia Ridley, Tony McKormack en Adam Henderson. De stijl wordt wel als heidense rock omschreven. De incubus en de succubus zijn twee bedgeesten uit het volksgeloof.

## Geschiedenis
De drie stichters van de groep ontmoetten elkaar aan de universiteit van Manchester. Tony MacKormack had voorheen de gothic-punkrockgroep Screaming Dead geleid, die in 1985 uiteen was gevallen. Ze hadden alle drie een grote belangstelling voor paganisme, hekserij en occultisme, en in 1988 richtten ze de band Belas Knap op. Snel daarna wijzigden ze hun naam echter in Children of the Moon, en ze namen de single 'Beltaine' op, die in de hitparade van de BBC terechtkwam. Hun eerste album droeg eveneens de naam Beltaine. In 1991 veranderden ze nogmaals van naam, ditmaal in Inkubus Succubus (met c). Het daaropvolgende jaar kwam Bob Gardener als drummer erbij. Hun album Belladonna and Aconite, verschenen bij Pagan Media, vestigde hun reputatie als de leidende band van de Britse heidenrock.
Gedurende de eerste jaren waren er enkele onenigheden in de band, en het zag ernaar uit dat ze zou worden opgeheven toen Adam Henderson de groep verliet. Evenwel bleef Incubus Succubus verder als studioproject bestaan; in 1995 ten slotte kwam Henderson terug als bassist. De band wijzigde de spelling van haar naam in Inkubus Sukkubus (met k), ter wille van numerologische redenen. In dat jaar kwamen ze onder contract bij Resurrection Records, waar ze hun tot op heden succesrijkste album maakten, Heartbeat of the Earth. Ze vervingen de drummer door een drumcomputer en een bodhrán. Stilistisch oriënteren ze zich gedeeltelijk naar de oude muziek.
Het album Vampyre Erotica uit 1997 bevatte een cover van 'Paint it Black' van The Rolling Stones; gedurende de jaren 90 was hun muziek soms mainstream-rock, wat hen bij een relatief groot publiek bekend maakte. Desondanks bleef de thematiek dezelfde: heksen, vampieren, geesten, demonen, elfen etc., waardoor de groep door sommige moderne paganisten als spreekbuis wordt beschouwd.
Na hun tournee door Groot-Brittannië in 1998 ondernam de band in 1999 een grotere tournee, met optredens in Groot-Brittannië, Duitsland, Frankrijk, België en de Verenigde Staten. In 2000 volgde dan een tournee door Frankrijk, Griekenland en Groot-Brittannië. In 2001 traden ze op M'era luna als voorprogramma voor Marilyn Manson op; toen ze op hun website enkele nummers als mp3 aanboden, werden die ruim 400.000 maal gedownload, hetgeen opliep tot anderhalf miljoen downloads in 2003: daardoor vormt de band een der vaakst gedownloade groepen van het Verenigd Koninkrijk. In 2005 toerde de band opnieuw, ditmaal door Noorwegen, Zweden en Denemarken. In recenter jaren is de groep met complexer songstructuren gaan experimenteren; ze maken teven sporadisch gebruik van een hakkebord.
Candia Ridley en Tony McKormack kregen in 1997 een zoon, Leon.

## Discografie
- 1993 Belladonna and Aconite
- 1994 Wytches
- 1995 Heartbeat of the Earth
- 1997 Vampyre Erotica
- 1998 Away with the Faeries (beperkte oplage)
- 1999 Wild
- 2001 Supernature
- 2003 The Beast with Two Backs
- 2004 Wytches and Vampyres (compilatie)
- 2005 Wytch Queen (ep)
- 2007 Science and Nature